# Пещёра (станция)
Пещёра — железнодорожная станция Кировского региона Горьковской железной дороги. Расположена в посёлке Пещёра Верхнекамского района Кировской области.
Станция осуществляет продажу пассажирских билетов, а также приём и выдачу повагонных и мелких отправок на подъездных путях.

## История
В 1929 году Совет труда и обороны СССР начал строительство железной дороги Яр — Фосфоритная. Новая дорога должна была соединить транспортным сообщением северные месторождения фосфоритов и металлургические заводы Верхней Вятки с Транссибирской магистралью. В том же году на 125 километре строящейся линии был создан разъезд, получивший имя Пещёра по названию расположенной неподалёку деревни. В 1931 году для обслуживания железной дороги у разъезда Пещёра был основан одноимённый посёлок.
Движение по железной дороге открыли уже в начале 1930-х годов, а в постоянную эксплуатацию новая ветка была принята в 1940 году. Именно этот год считается официальным годом открытия станции.

## Описание
Станция Пещёра расположена на 125 километре однопутной неэлектрифицированной железнодорожной линии Яр — Лесная между станциями Котчиха и Гарь. Находится в южной части посёлка Пещёра между Железнодорожной и Южной улицами.
Станция насчитывает два основных пути, вдоль которых с восточной стороны проходит сквозной подъездной путь местного леспромхоза.
Для посадки и высадки пассажиров служат 2 платформы. Наиболее длинной является островная платформа, расположенная между путями станции. Рядом со зданием станции имеется короткая боковая платформа. Здание станции стоит с западной стороны от путей.

## Пригородное следование по станции
Пассажирские перевозки по станции Пещёра обслуживает Волго-Вятская пригородная пассажирская компания (ВВППК). Поезда следуют на север до посёлков Рудничный и Светлополянск, на юг — до посёлка Яр (Удмуртия) и города Кирова.